# Castelvetro Piacentino
Castelvetro Piacentino – miejscowość i gmina we Włoszech, w regionie Emilia-Romania, w prowincji Piacenza.
Według danych na rok 2004 gminę zamieszkiwało 4839 osób, 138,3 os./km².